# Inkarri

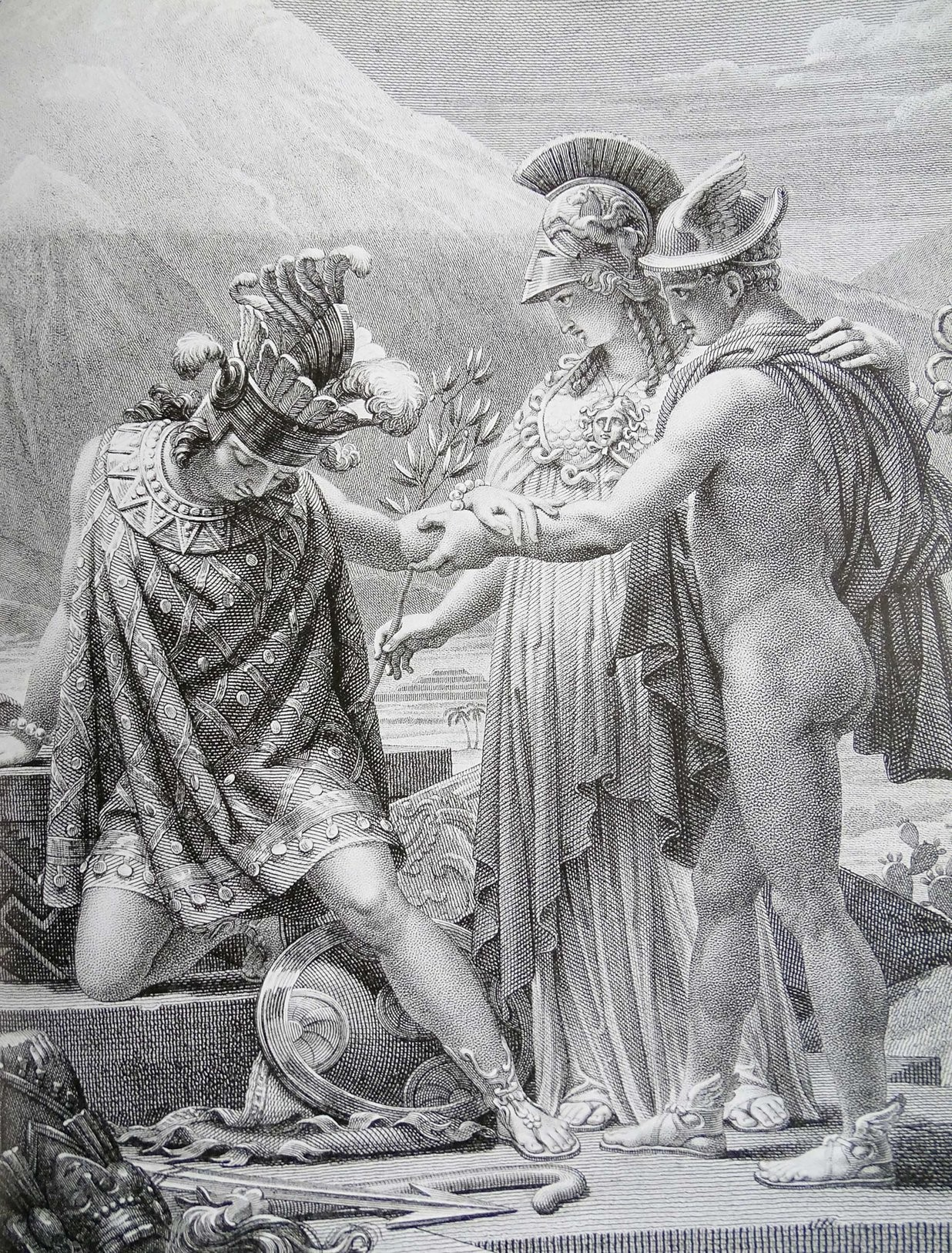
Minerva, junto con Mercurio, sacan a Atahualpa del sepulcro.

Se conoce como Inkarri al personaje central de un mito andino posthispánico, surgido en los Andes peruanos. El mito de Inkarri narra, con complejo simbolismo, la visión andina de la conquista española del Tahuantinsuyo, planteando la esperanza de su reconstitución tras su destrucción política e institucional en el siglo XVI. Muchos de los miembros de los pueblos autóctonos creen que el mito augura que las partes de Inkarri se juntarán y formarán al nuevo Inca y cabeza del Tahuantinsuyo como estrategia geopolítica.
El retorno de Inkarri no significa estrictamente el retorno de los Incas al poder (como las Panacas y Ayllus incásicos del Cuzco), sino que más bien es el regreso del orden natural a través de un monarca virtuoso y justo con los pueblos andinos. Basada en el arquetipo prehispánico del Señor de los báculos (héroe solar de los Andes) y el arquetipo occidental mesiánico del Señor Jesucristo, quienes se identifican con una Ley eterna, que se expresa en el orden natural del Dios creador (el fundador y reformador del mundo). Así, este personaje mítico será un buen líder de los Andes que debe representar fielmente los valores éticos del orden del mundo creado por Dios, y deberá de aparecer al final de un ciclo cósmico llamado Pachacuti (donde una civilización ya se ha degenerado o ha sucumbido al caos absoluto), para dar comienzo a una nueva era, con una nueva y renovada civilización, que aplicar justicia con el Derecho natural, habrá de ser prospera y será guiada por este personaje mítico, protector de la tradición y las buenas costumbres, y que hace alegoría al deseo de un buen gobierno paternalista entre los indígenas que perciben el presente de manera deprimente, alimentado por la nostalgia de glorias pasadas (como la Época Inca o Era del Tawantinsuyu).

## El mito del Inkarri

### Precedentes Históricos
En las Civilizaciones andinas precolombina, el culto al Señor de los Báculos (Wiracocha), además del carácter divino que representaba, también servía como un arquetipo de un gobernante o héroe solar en un Ciclo Pachacuti de caos y nuevo orden. Así, la tradición de los pueblos andinos empezó a desarrollar un complejo mesiánico, en el que la mentalidad colectiva lo relacionaba tal arquetipo con el fundador o reformador de la civilización, bajo la noción de que siempre aparecerá un líder virtuoso que será el restaurador de la Paz y la Prosperidad de una sociedad en crisis (Pachacuti), y que dicho líder virtuoso será digno de veneración por ser un enviado del Hanan Pacha, en sí mismo un representante de Dios, a la espera de que la deidad creadora y ordenadora (que encarnaba el Orden natural de la civilización) vengan en el eventual futuro caótico para posteriormente crear un nuevo mundo y una nueva civilización. Muchos sacerdotes indígenas buscaban hacer predicciones de la venida de Viracocha, Tunupa, Pachacamac, Catequil, Aposhiri, Kauchi, Kon, Itomi Paba, Tasorentsi, Huari u otros equivalentes al Dios creador en distintas culturas del Antiguo Perú, haciéndose teorías de que el líder mesiánico se encarnaría en un humano santificado que a su vez sería divino (lo cual fue el fundamento de la Religión incaica en creer que el Sapa Inca, monarca ordenador, era un ser divino y avatar del Inti al servicio del Wiracocha para evitar el Pachacuti). Gran parte de estos sacerdotes indígenas terminarían convirtiéndose voluntariamente al Catolicismo durante la Conquista española del Perú y así ayudar a la Evangelización en América, al identificar a Jesús de Nazaret como el líder mesiánico y divino (además de Sol de la Justicia), junto al concepto del Nuevo Pacto y el Apocalipsis como esa señal de una Nueva Era de Orden y Justicia en medio de Ciclos de Caos y Decadencia, hasta predecir el triunfo del Orden y el Bien en el fin de la historia. Así también, muchos indios ordinarios y plebeyos terminarían percibiendo a los Conquistadores españoles, primero como aquellos dioses, y luego como simples emisarios humanos, que venían a cumplir la voluntad del Reino de los Cielos, como unos enviados para traer el anhelado nuevo orden en medio del caos de este mundo terrenal. De hecho, los Indios auxiliares más renegados contra los Incas, llegaban a identificar al Tahuantinsuyo como una era de caos, y al Virreinato del Perú como una era de orden indudable, mientras que los Indios más cristianizados llegaron a percibir que los reyes Carlos I y Felipe II de España encarnaban el arquetipo ancestral prehispánico del líder virtuoso que encarnaban el orden tras el Pachacuti que habían padecido los indios años atrás, y que luego seguiría un ciclo de caos que habría de durar un aproximado de 500 años. Incluso la Nobleza incaica catolizada, en base a un Translatio imperii, vio a los Reyes de España como a sus nuevos Reyes Incas, siendo sucesores orgánicos de Atahualpa por Derecho natural y por gobernar con justicia como "Inca Católico".
Sin embargo, también hubo mucho líderes, caudillos y soberanos andinos (tanto en tiempos pre-incas como en la época incaica) que buscaron emular al Señor de los Báculos , con el objetivo  depoder afrontar el transcurso del periodo cataclísmico denominado como Pachacuti, teniendo así la esperanza de que ellos serían el líder mesiánico enviado por Dios (o los Dioses) para evitar el colapso de la civilización anunciado por los oráculos, y con ello reforzar la autoridad de sus Casas Reales y Monarquías frente a los pueblos bajo su jurisdicción. Algunos ejemplos de gobernantes andinos que intentaron ser dicho líder mesiánico fueron Pachacutec Inca Yupanqui o Túpac Amaru I, quienes buscaban cambiar el destino de su mundo frente al caos generado por las guerras con los chancas o con los españoles, deseosos de evitar el colapso de la civilización humana (que identificaban con la Civilización incaica y encarnada por la Casa real incaica). Específicamente el caso de Tupac Amaru I con su trágica decapitación, en medio del intercambio cultural con la Civilización occidental, sería de gran impacto para el desarrollo del mito del Inkarri en su forma moderna, dado que contiene elementos que provienen de estos precedentes mesiánicos y monárquicos de la religión andina, con también conceptos de origen europeo y cristiano sobre un buen Rey y la Segunda Venida, volviéndose una nueva interpretación de la espiritualidad andina, producto del Sincretismo. Así, los  grupos de indígenas más resilientes a aceptar el cambio que supuso la conquista (como la adopción de costumbres occidentales), empezaron a creer que los líderes de su resistencia (como Chopcca, Saqra Willka, Auquillu, Tupac Amarú) iban regresar de la muerte, sea por resurrección o re-encarnación, en un futuro para vengarse y restablecer el orden natural, restaurando sus formas de vida precristianas bajo el liderazgo de un Inca-Rey celoso de su identidad pagana. Aunque antes de consolidarse, aparecieron otros movimientos indígenas anticristianos, como el Taki Unquy (en partes de Parinacochas y Huamanga), que predicaba el inminente regreso de las Huacas y un gran cataclismo.

“Este Atavalipa avian hecho entender a sus mugeres e indios que si no le quemavan el cuerpo, que aunque le matasen avia de volver a ellos, que el sol, su padre, le resucitaría”.
Pedro Pizarro, 1571

### Impacto histórico en el mundo andino virreinal
Los indios que fueron leales al Estado neoincaico de los Incas de Vilcabamba estaban convencidos de que Tupac Amarú I iba a resucitar pronto y que su cabeza cortada por los españoles se mantendría en el Ukhu Pacha (el plano de los muertos en el subsuelo del centro del mundo, equivalente al Hades o el Sheol), contemplándole como un héroe cultural, aunque también desvinculándolo de su realidad histórica

“el Indio vino a confesar diciendo, que aquel quipo con otros muy grandes que tenía, era la razón y cuenta que había de dar al Inca cuando volviese del otro mundo de todo lo que había sucedido en aquel valle en su ausencia”.
Diego Avalos, 1602

Posteriormente, cuando se daban rebeliones indígenas en los siglo XVII e XVIII, muchos líderes, a veces de maneras oportunistas, apelaban a la figura del “Rey Inca” mesiánico para obtener rápido el apoyo de las masas rurales pobremente educadas, puesto que la muchedumbre poseía una memoria muy idealizada de los antiguos señores (incluyendo a la Casa de Austria tras las Reformas borbónicas), teniendo la creencia de que podrían volver por otros medios. Para mediados del siglo XVIII, se empezaría a intensificar la Hispanofobia en el Ande rural, dado que muchos funcionarios públicos, traídos desde la Península, empezaron a reemplazar o interferir fuertemente en las instituciones locales (debido al deseo Borbón de consolidar el Absolutismo español y Centralizar el imperio con políticas Regalistas para evitar las arbitrariedades y desobediencias de los funcionarios americanos, que veían muy corruptos y con poca madurez política), lo cual generó fuertes sentimientos entre los indios que buscaban erradicar el régimen español, o específicamente, de la hegemonía de los Gachupínes o peninsulares arrogantes de los Corregimientos (que creían eran causantes de la corrupción, peor que los Criollos) mas no necesariamente cortar lazos con el Imperio español, dado que muchas veces esas Protestas y rebeliones del siglo XVIII en el Virreinato del Perú tenían un carácter reaccionario, más reformista que separatista, usando lemas como Viva el rey, muera el mal gobierno, deseando entonces que el Rey de España cumpla su deber de "Inca Católico", encarnador de la justicia, y ponga orden entre sus vasallos. Así, empezaron a surgir distintas formas de predecir al Inkarri, hubo indígenas fidelistas que identificaban al "Inkarri" con un futuro Rey de España más Paternalista, esperando que restaure el buen gobierno que había con los Fueros del Derecho indiano en la Monarquía compuesta, garantes de la autogestión local (muy similar a las demandas del Austracismo o el futuro Carlismo). 
Sin embargo, otros tantos de carácter radical, de tendencias libertarias y revolucionarias (aunque más moderados, al estar aún cristianizados), si llegaban a esperar la venida de un Rey-Inca católico desde el Perú, uno que le quite la sucesión al Rey de España (considerando que la Monarquía Española perdió los derechos de Rey de las Indias por no hacer cumplir la Ley eterna-divina en sus dominios), e inicie una nueva dinastía más virtuosa entre los Reyes del Perú, iniciando una nueva era de orden, mientras en el presente se vivía una época de castigo a la República de indios por sus pecados como sociedad, el cual terminaría con un colapso total de anarquía. Entre estos últimos, llegarían a identificar tal inkarri con Juan Santos Atahualpa, José Gabriel Condorcanqui, Túpac Katari o Mateo Pumacahua durante la Gran rebelión de Túpac Amaru II o las Guerras de independencia hispanoamericanas. Otros tantos radicales, con referentes como el Indio Castillo, mucho más extremistas y neopaganos esoteristas, llegaban a identificar al Rey-Inca como un ente sobrenatural que sería invocado a través de sacrificios rituales que aceleren y lleguen a forzar un Pachacuti.

"Que habiendo determinado Dios, castigar a este Reino del Perú con fuego, para reducir a cenizas a los pecadores, por las muchas culpas, y escándalos permitidos, pidio la Virgen Santísima a su Santísimo Hijo, que lo enviase a él, para que coronandose Rey de este Nuevo Mundo del Perú, fuese el restaurador de la Ley Divina, ya perdida por los Españoles, especialmente por los Corregidores"
fray José De San Antonio, 1750

"Dize que es el Espíritu Santo, que solo él tiene potestad en Indias, de quién es Dios absoluto. [...] Dize que él es el hijo de la virgen Zapa Coya".
Troncoso, 1752

“Todos los indios de este Reyno se habrían de alzar contra los españoles y se les habría de quitar la vida, empezando por los corregidores, alcaldes y demás gente de cara blanca y rubios. Que en esto no tuviesen dudas, pues tenían los indios del Cusco nombrado Rey que los gobernase”
Orcohuaranga, 1776

“La profecía en cuestión precisaba que en el año de los tres sietes, es decir en 1777, el Perú retornaría a manos de sus legítimos dueños […] se indica que este había oído en las chicherías “que esta próximo el año 1777 y que en el había de coronarse un Rey Inca, porque era el tiempo anunciado””
Scarlett O'Phelan, 1995

Finalmente, en tiempos contemporáneos, la espera del Inkarri ha servido de mitificación de la vida de José Gabriel Túpac Amaru y de otros caudillos mesiánicos que le precedieron en la memoria popular y se preservan en las tradiciones orales. También ha servido como una expresión inconsciente de Monarquismo peruano y Caudillismo entre las zonas rurales, así como una fuerza de inspiración social para levantamientos populares con tendencias Agraristas. 

### Primeras noticias de Inkarri
Ignorado por el sector occidentalizado del Perú, el relato mítico de Inkarri fue recogido de la tradición oral andina en 1955, en la comunidad indígena de Q'ero (Provincia de Paucartambo, Departamento del Cuzco) por una expedición antropológica dirigida por Óscar Núñez del Prado y conformada, entre otros, por Josafat Roel Pineda y Efraín Morote Best. Posteriormente, el novelista y antropólogo José María Arguedas recogió en Puquio (Lucanas, Ayacucho), otra versión del mito. Hacia 1972 se habían descubierto hasta 15 versiones del mismo mito con distintos grados de variación entre ellas. Como sólito de la narrativa popular, es que el mito se había extendido por vía oral por toda la zona andina peruana, habiéndose encontrado versiones de este mito incluso entre los pueblos asháninkas de la selva peruana. El historiador Franklin Pease estimó que el mito venía difundiéndose en los Andes peruanos desde aproximadamente el siglo XVIII. El mismo Arguedas le dedicó una investigación[¿cuál?], lo mismo que Alejandro Ortiz Rescaniere.

### Algunas consideraciones sobre el mito de Inkarri
El mito se había venido difundiendo por vía oral por lo que tiene diversas variantes. La versión que se presenta a continuación se basa en la descrita por Mario Vargas Llosa en "La utopía arcaíca" y en la versión del propio José María Arguedas.
"Inkarri" es el dios del mundo andino, o una de sus manifestaciones tardías, como tal se le atribuyen las cualidades de suprema deidad; es creador de todo lo que existe y fundador del Cusco. El nombre es una contracción de "Inka Rey".
Al llegar los conquistadores españoles al Perú, Inkarri fue apresado con engaños por "Españarri" (a su vez contracción de "España Rey", es decir el Rey de España, pero no solo él sino que simbólicamente con él, la civilización occidental cristiana).
Españarri martirizó y dio muerte a Inkarri, y dispersó sus miembros por los cuatro lados que conformaron el Tahuantinsuyo y enterró su cabeza en el Cusco. Sin embargo, esta cabeza está viva y está regenerando en secreto el cuerpo de Inkarri, y cuando se reconstituya, Inkarri volverá, derrotará a los españoles y restaurará el Tahuantinsuyo y el orden del mundo quebrado por la invasión española. Otras versiones del mito, con matices cristianos evidentes, dicen que cuando regrese Inkarri será el fin del mundo y el juicio final.
Según las versiones Puquio (Ayacucho), Inkarri fue martirizado y decapitado por los españoles, quienes enterraron su cabeza en el Cusco. Pero la cabeza de Inkarri está viva y le está creciendo de nuevo el cuerpo debajo de la tierra. Este movimiento se difundió por Ayacucho, Áncash, Junín, Cusco.
En relación con la leyenda de Inkarri, los pobladores andinos pensaron que Túpac Amaru I, decapitado por el gobierno del Virrey Francisco de Toledo (1570), sería Inkarri. Esta versión se difundió en la ceja de selva central, donde los indígenas campas y awajún, por la predicación de los curas agustinos, lo relacionaron con el nombre de Kesha Inca (el Inca mesías), creyendo que Juan Santos Atahualpa, jefe de la rebelión amazónica del siglo XVIII, era el personaje del mito del Inkarri.

## Simbología
El mito de Inkarri encierra una compleja simbología. Es más, las alusiones a personajes históricos y míticos son numerosas. Entre las más destacadas podemos ver en el mito las siguientes:
- El apresamiento de Atahualpa por parte de Francisco Pizarro.
- El desmembramiento de Inkarri también alude al de Túpac Amaru II.
- Como producto de la aculturización cristiana, el regreso de Inkarri puede llegar a tener matices mesiánicos.